# Scotopteryx grisescens
Scotopteryx grisescens är en fjärilsart som beskrevs av Neuberger 1904. Scotopteryx grisescens ingår i släktet backmätare, och familjen mätare. Inga underarter finns listade.